# Роки хорор шоу
Роки хорор шоу (филм) је независна музичка комедија и хорор филм који су продуцирали Лу Адлер и Мајкл Вајт, режирао Џим Шарман, а дистрибуирао 20th Century Studios. Сценарио су написали Џим Шарман и Ричард О'Брајен, који су такође имали споредну улогу. Филм је заснован на музичкој сценској продукцији Роки хорор шоу из 1973. године, са музиком, књигом и текстовима Ричарда О'Бриена. Продукција је посвета научној фантастици и хорор Б филмовима од 1930-их до раних 1960-их. У филму глуме Тим Кари, Сузан Сарандон и Бери Боствик, а прича о филму Чарлс Греј, са члановима глумачке екипе из оригиналних продукција Royal Court Theatre, Roxy Theatre (West Hollywood) и Belasco Theatre, укључујући Nell Campbell и Patricia Quinn.
У средишту приче је млади верени пар чији се ауто поквари на киши у близини замка, гдје траже помоћ. Замак заузимају странци у раскошним костимима који славе. Они откривају да је глава куће др Франк Н. Фуртер, очигледно луди научник, који ствара живог мишићавог човека по имену Роки. Френк заводи пар и коначно се открива да је он заправо ванземаљски трансвестит са планете Транссексуалац у галаксији Трансилваније.
Филм је сниман у Великој Британији у студију Бреј и на локацији на старом сеоском имању по имену Оукли Корт, најпознатијој по ранијој употреби од стране Хамер Филм Продакшн. Бројни реквизити и сценографија поново су коришћени из хорор филмова Хамер. Иако је филм и пародија и посвета многим кич научно-фантастичним и хорор филмовима, костимограф Су Блејне није спровела истраживање за свој дизајн. Блејн је тврдила да су њене креације за филм директно утицале на развој панк рок модних трендова, као што су поцепане мрежасте чарапе и шарено фарбана коса.
Првобитни пријем је био изузетно негативан, али је убрзо постао хит као поноћни филм, када је публика почела да учествује са филмом у позоришту Вејверли у Њујорку 1976. године. Чланови публике су се често враћали у биоскопе и разговарали пред екраном и почели се облачити као ликови, стварајући сличне перформансе широм Сједињених Америчких Држава. Скоро у исто вријеме, фанови у костимима почели су да наступају уз филм. Ова „сенка“ је опонашала радње на екрану изнад и иза њих, док је уснама синхронизовала фразе њихових ликова.
Још увек у ограниченом издању 2024. године, неких 49 година након премијере, то је најдуже издање у биоскопима у историји филма. У многим градовима, уживо аматерски глумци из сенке глуме филм док се приказује и у великој мери се ослањају на традицију учешћа публике. Филм се најчешће приказује у близини Ноћи вештица. Данас, филм има велики међународни култ и многи га сматрају једним од највећих музичких филмова свих времена. 2005. године изабран је за чување у Националном филмском регистру Сједињених Држава од стране Конгресне библиотеке као „културно, историјски или естетски значајан“.

## Заплет
Филм почиње паром плутајућих бестјелесних усана који поздрављају публику на научнофантастичном двоструком екрану („Science Fiction/Double Feature“). Током цијелог филма, криминолог са неодређене тачке у будућности приповједа и даје коментаре о догађајима.
Након вјенчања њихових пријатеља, наивни млади пар, Бред Мејџорс и Џенет Вајс, вјере се и одлучују да славе са својим професором природних наука у средњој школи др Скотом, који је предавао разред у коме су се први пут срели („Dammit Janet“). На путу до Скотове куће у мрачној и кишној ноћи, губе се са пробушеном гумом. Тражећи телефон да позову помоћ, пар одшета до оближњег замка („Over at the Frankenstein Place“) гдје се одржава забава. Прихватају их чудно обучени становници, предвођени батлером Рифом Рафом, собарицом Магентом и групи по имену Колумбија, који плешу уз "Time Warp (song)". Др Франк-Н-Фуртер, трансвеститски луди научник, представља се и позива их да преноће („Sweet Transvestite“).
Уз помоћ Рифа Рафа, Френк оживљава високог, мишићавог, згодног плавокосог човека по имену Роки („The Sword of Damocles“). Док се Френк заклиње да може да унапреди Рокија у идеалног мушкарца за недељу дана („I Can Make You a Man“), мотоциклиста са завојима на глави по имену Еди излази из дубоког смрзавања („Hot Patootie – Bless My Soul“). Френк убија Едија секиром, правдајући то као "убиство из милосрђа". Роки и Френк одлазе у апартман за младенце. („I Can Make You a Man (Reprise)“).
Бред и Џенет су приказани у одвојеним спаваћим собама, гдје сваку посећује и заводи Френк. У међувремену, Риф Раф и Магента муче Рокија, који бјежи из апартмана. Џенет, након што је сазнала за Бредову игру са Френком, открива Рокија како се савија у резервоару за рођење. Док негује његове ране, Џенет заводи Рокија док Магента и Колумбија гледају са монитора у својој спаваћој соби („Touch-a, Touch-a, Touch-a, Touch Me“).
Др Скот, сада владин истражитељ НЛО-а, долази у замак у потрази за својим нећаком Едијем, који му је послао писмо у коме каже да су ванземаљци уклонили дио његовог мозга. Сви заједно откривају Џенет и Рокија, разбјесневши Френка. Магента позива све на непријатну вечеру, за коју убрзо схватају да је припремљена од Едијевих унакажених остатака („Eddie“). У хаосу, Џенет трчи вриштећи у Рокијеве руке, провоцирајући љубоморног Френка да је јури кроз ходнике до лабораторије, гдје он користи свој Медуза трансдуктор да претвори др Скота, Бреда, Џенет, Рокија и Колумбију у голе статуе ("Planet Schmanet Janet/Wise Up Janet Weiss"/"Planet Hotdog").
Након што обуче статуе у костиме кабареа, Френк их „одмрзава“ и води у шоу кабареа уживо, заједно са РКО торњем и базеном ("Rose Tint My World"/"Don't Dream It, Be It"/"Wild and Untamed Thing"). Риф Раф и Магента прекидају и објављују да због Франкове екстраваганције проглашавају побуну и враћају се на своју матичну планету транссексуалаца, Трансилванију. Френк очајнички изговара последњу молбу ("I'm Going Home"), али је игнорисан јер Риф Раф убија и њега и Колумбију ласером. Побјеснели Роки се пење на торањ са Френковим телом и, послије неколико хитаца из ласера, урања у смрт. Замак се уздиже у свемир; прије него што Бред, Џенет и др Скот остану да пузе у смогу и прљавштини док криминолог закључује да је људска раса еквивалентна инсектима који пузе по површини планете: „lost in time, and lost in space... and meaning“ („Super Heroes“).

## Улоге
| Глумац                         | Улога                                    |
| ------------------------------ | ---------------------------------------- |
| Тим Кари                       | др Франк-Н-Фуртер, научник трансвестит   |
| Сузан Сарандон                 | Џенет Вајс, Бредова вјереница            |
| Бари Боствик                   | Бред Мејџорс, Џенетин вјереник           |
| Richard O'Brien                | Риф Раф, грбави мајстор и Магентин брат  |
| Patricia Quinn                 | Магента, домаћица и Риф Рафова сестра    |
| Nell Campbell                  | Колумбија, групи                         |
| Jonathan Adams (British actor) | Др Еверет В. Скот, Франков ривал научник |
| Peter Hinwood                  | Роки Хорор, Франкова креација            |
| Trevor White (musician)        | некредитован као Рокијев пјевачки глас   |
| Mit Louf                       | Еди, бивши достављач                     |
| Charles Gray (actor)           | криминолог, стручњак                     |

Џереми Њусон и Хилари Лабоу играју Брадове и Џенетове новопечене пријатеље Ралфа и Бети Хапшат. Гости на вјенчању у Хапшату и на Франковој конвенцији су Пери Беден, Кристофер Бигинс, Геј Браун, Исак Бакс, Стивен Калкат, Хју Сесил, Имоџен Клер, Тони Кауен, Сејди Коре, Фран Фуленвајдер, Линдзи Инграм, Пеги Леџер, Анабел Левентон, Ентони Милнер, Памела Обермајер, Тони Танд, Кими Вонг и Хенри Вулф, као и Руфус Колинс без кредита.

## Продукција

### Концепт и развој
Ричард О'Брајен је живио као незапослени глумац у Лондону током раних 1970-их. Написао је већину текста Роки хорор шоу током једне зиме само да би се окупирао нечиме. Од младости, О'Брајен је волио научну фантастику и хороре Б класе. Желио је да у свом мјузиклу комбинује елементе ненамјерног хумора из Б хорор филмова, злурадог дијалога шлок хорора, покрета Стива Ривса и рокенрола педесетих година. О'Брајен је осмислио и написао драму смјештену у позадини глам ере која се манифестовала у британској популарној култури 1970-их. Дозвољавајући свом концепту да настане, О'Брајен наводи "глам рок ми је омогућио да будем више свој".
О'Брајен је показао дио недовршеног сценарија аустралијском редитељу Џиму Шарману, који је одлучио да га режира у малом експерименталном простору Upstairs у Royal Court Theatre на Слоун скверу у Челзију у Лондону, који је коришћен као пројектни простор за нова дјела. О'Брајен се накратко појавио у сценској продукцији Ендрјуа Лојда Вебера Исус Христос суперзвезда, коју је режирао Шарман, а њих двојица су такође радили заједно у филму The Unseen Hand Сам Шепарда. Шарман би довео дизајнера продукције Брајана Томсона. Оригинални креативни тим су затим заокружили костимограф Су Блејн, музички директор Ричард Хартли и сценски продуцент Мајкл Вајт, који је доведен да продуцира. Како је мјузикл кренуо на пробу, радни наслов They Came from Denton High, промјењен је непосредно прије претпрегледних емисија на приједлог Шармана у Роки хорор шоу.
Након што је премијерно приказан у малом позоришту Royal Court Theatre са 60 сједишта, брзо се преселио у веће просторе у Лондону, пребацивши се у Chelsea Classic Cinema са 230 сједишта на Кингс Роуду 14. августа 1973. године, прије него што је пронашао квази сталну кућу са 500 сједишта King's Road Theatre од 3. новембра те године у трајању од шест година. Мјузикл је дебитовао у САД у Лос Анђелесу 1974. године прије него што је игран у Њујорку, као и другим градовима.  Продуцент и власник Ode Records Лу Адлер присуствовао је продукцији у Лондону у зиму 1973. године у пратњи пријатељице Брит Екланд. Одмах је одлучио да купи америчка позоришна права. Његова продукција ће бити постављена у његовом Roxy Theatre (West Hollywood) у Лос Анђелесу. Године 1975., Роки хорор шоу је премијерно приказан на Бродвеју у Беласко театру са 1.000 сједишта.

### Снимање и локација
Смјештен у измишљени град Дентон, филм је сниман у студијима Бреј и Oakley Court, сеоској кући у близини Мејденхеда, Беркшир, Енглеска, и у студију Елстри студио за постпродукцију, од 21. октобра до 19. децембра 1974. године Oakley Court, изграђен 1857. године у викторијанском готичком стилу, познат је по бројним Хамер филмовима. Велики дио снимања локација одвијао се тамо, иако у то вријеме дворац није био у добром стању. Већина глумаца је била из оригиналне лондонске сценске продукције, укључујући Тима Карија, који је одлучио да др Франк Н. Фуртер говори као краљица Уједињеног Краљевства, екстравагантно отмено. Фокс је инсистирао на избору два лика Бреда и Џенет са америчким глумцима, Баријем Боствиком и Сузан Сарандон. Снимање се одвијало током јесени, што је погоршало услове. Током снимања, Сарандон се разбољела од упале плућа. Снимање лабораторијске сцене и стварање насловног јунака обављено је 30. октобра 1974. године.
Филм је и пародија и посвета многим филмовима научне фантастике и хорора од 1930-их до 1970-их. Филмска продукција задржава многе аспекте из сценске верзије, као што су дизајн продукције и музика, али додаје нове сцене које нису представљене у оригиналној сценској представи. Радња, окружење и стил филма одражавају оне у хорор филмовима Хаммер, који су имали свој одмах препознатљив стил (баш као што су то чинили хорор филмови Универсал Студиос). Првобитно предложена уводна секвенца је била да садржи клипове различитих филмова поменутих у стиховима, као и првих неколико секвенци снимљених у црно-бијелој техници, али је ово сматрано прескупим и укинуто.

### Костими, шминка и реквизити
У сценским продукцијама, глумци су се углавном сами шминкали; међутим, за филм, продуценти су изабрали Пјера Ла Роша, који је претходно био шминкер за Мика Џегера и Дејвида Боувија, да редизајнира шминку за сваки лик. Продукцијске фотографије снимио је рок фотограф Мик Рок, који је објавио низ књига из свог рада. У Rocky Horror: From Concept to Cult, дизајнерка Суе Блејн говори о утицају Роки хорор костима на стил панк музике, мислећи да је „[То је био] велики дио изградње [до панка]“. Она наводи да се подеране мрежасте чарапе, шљокице и обојена коса директно могу приписати Роки Хорор-у.
Неки од костима из филма првобитно су коришћени у сценској продукцији. Реквизити и сценографија су поново коришћени из старих Хамер Хорор продукција и других. Тенк и лутка коришћени за Рокијево рођење првобитно су се појавили у Франкенштајнова освета (1958). Ове референце на раније продукције, поред смањења трошкова, појачале су култни статус филма.
Костимограф Сју Блејн није желела да ради за филм, све док није постала свесна да је Кари, стари пријатељ, посвећен пројекту. Кари и Блејн су заједно радили у Citizens Theatre у Глазгову у продукцији Служавки, за коју је Кари носио женски корзет. Блејн је договорио да јој позориште позајми корзет из друге продукције за Роки Хорор. Блејн признаје да није спровела истраживање за свој дизајн, да никада није гледала научнофантастични филм и да је акутно свесна да су њени костими за Бреда и Џенет можда били производ разних идеја.
Када сам дизајнирала Рокија, никада нисам гледала научнофантастичне филмове или стрипове. Човјек само аутоматски зна како изгледају свемирска одијела, на исти начин на који интуитивно зна како се облаче Американци. Никада нисам била у Сједињеним Америчким Државама, али сам имала фиксну идеју о томе како људи тамо изгледају. Американци су носили полиестер да им се одећа не би гужвала, а панталоне су им биле мало прекратке. Пошто су веома заљубљени у спорт, бијеле чарапе и бијеле мајице су биле саставни дио њихове гардеробе. Наравно, откако су пројекције Рокија, била сам у Сједињеним Америчким Државама и признајем да је то било мало генерализација, али моје идеје су савршено функционисале за Бреда и Џенет.
Буџет за филм је био 1.600.000 долара, далеко више од буџета за сценску продукцију, али потреба за удвостручењем костима за филмску продукцију је била скупа. За снимање, корзети за финале морали су да се удвоструче за сцену на базену, при чему се једна верзија суши, док се друга носи на сету. Док су многи костими тачне реплике сценских продукција, други костими су били нови за снимање, као што су Колумбијин златни капут са шљокицама од ластавице и цилиндар и Магентина униформа слушкиње.
Блејн је био задивљен рекреацијом и разумевањем њених дизајна од стране обожавалаца. Када је први пут чула да се људи облаче, мислила је да ће то бити непристојно, али је била изненађена када је видела дубину до које су фанови отишли да поново креирају њен дизајн. Обожаватељица Роки Хорор-а Mina Credeur, која дизајнира костиме и наступа као Цолумбиа за Хјустонову наступску групу, наводи да је „најбољи део када сви оду са великим осмехом на лицу“, напомињући да постоји „таква кичастост и камповање да се чини да да ти намигујем." Филм се још увек приказује на многим позоришним локацијама, а костими за Роки Хорор се често праве за Ноћ вјештица, иако је за многе потребно много времена и труда.

### Редосљед наслова
Филм почиње тако што екран блиједи до црне и превелике, бестејлесне женске усне се појављују прекривене мушким гласом, успостављајући тему андрогиније која се понавља како се филм одвија. Уводна сцена и пјесма, „Science Fiction/Double Feature”, састоји се од усана Патрисије Квин (која се касније појављује у филму као лик Магента и као „Trixie the Usherette” у оригиналној лондонској продукцији, гдје такође пјева пјесма) али има вокал глумца и творца Роки хорора, Ричарда О'Брајена (који се појављује као Магентин брат Риф Раф). Текстови се односе на научну фантастику и хорор филмове из прошлости и наводе неколико филмских наслова од 1930-их до 1960-их, укључујући Дан када је Земља стала (филм) (1951), Флеш Гордон (1936), Невидљиви човек(1933), Кинг Конг (1933), Дошао је из свемира (1953), Доктор Икс (1932), Забрањена планета (1956), Тарантула (1955), Дан трифида (1962), Проклетство демона (1957) и Кад се светови сударе (1951).

## Музика
Музику из филма је 1975. године објавио Ode Records, а продуцирао енглески композитор Ричард Хартли. Албум је достигао врхунац на 49. мјесту на америчком Billboard 200 1978. године. Достигао је 12. на аустралијској листи албума и 11. на новозеландској листи албума. Албум је описан као „дефинитивна верзија [Роки Хорор] партитуре“.
1. "Science Fiction/Double Feature" – усне (од Патриције Квин; глас Ричарда О'Брајена)
2. "Dammit Janet" – Бред, Џенет и хор
3. "Over at the Frankenstein Place" – Џенет, Бред, Риф Раф и хор
4. "The Time Warp" – Риф Раф, Магента, криминолог, Колумбија и Трансилванци
5. "Sweet Transvestite" – Френк са изговореним текстовима за Бред и Џенет
6. "The Sword of Damocles" – Роки и Трансилванци
7. "I Can Make You a Man" – Френк и Трансилванци
8. "Hot Patootie – Bless My Soul" – Еди и Трансилванци
9. "I Can Make You a Man (Reprise)" – Френк, Џенет и Трансилванци
10. "Touch-a, Touch-a, Touch-a, Touch Me" – Џенет са Магентом, Колумбија, Роки, Бред, Френк и Риф Раф
11. "Once in a While" (избрисане сцене) – Бред
12. "Eddie" – Др Скот, криминолог, Џенет, Колумбија и Френк
13. "Planet Schmanet Janet (Wise Up Janet Weiss)" – Френк и један стих од Џенет
14. "Planet Hot Dog" – Френк, Бред, Др Скот и Џенет
15. "Rose Tint My World" – Колумбија, Роки, Брад и Џенет
16. "Fanfare/Don't Dream It, Be It" – Френк са Др Скотом, Бред, and Џенет
17. "Wild and Untamed Thing" – Френк са Бредом, Џенет, Роки, Колумбија и Риф Раф
18. "I'm Going Home" – Френк и хор
19. "Super Heroes" (у потпуности присутан само у оригиналном издању за УК) – Бред, Џенет, криминолог и хор
20. "Science Fiction/Double Feature (Reprise)" – усне

## Премијерна извођења у биоскопима
Филм је премијерно приказан у Великој Британији у Риалто театру у Лондону 14. августа 1975. године и у Сједињеним Америчким Државама 26. септембра у УА Вествоод у Лос Анђелесу. Добро је прошао на тој локацији, али не и другде. Прије успјеха поноћних пројекција, филм је повучен из својих осам отворених градова због веома мале публике, а његово планирано отварање у Њујорку за Ноћ вештица је отказано. Фокс је поново објавио филм по универзитетским кампусима уз дуплу наплату са још једном пародијом на рок музику, Фантом из раја (1974) Брајана Де Палме, али је опет привукао мало публике.
Други филмски постер креиран је коришћењем комплета усана обојених црвеним кармином са слоганом „Другачији сет чељусти“, лажног постера за филм Ајкула (који је такође објављен 1975. године). На постеру су представљене усне бившег Плејбој модела Лорелај Шарк.
Са Пинк Фламингос (1972) и Reefer Madness (1936) који зарађују новац на поноћним пројекцијама широм земље, извршни директор Фокса, Тим Диган, успио је да наговори дистрибутере на поноћне пројекције, почевши у Њујорку на Први април 1976. године. Био је то филм "Тајна", 20. маја, на првом међународном филмском фестивалу у Сијетлу.. Култ је почео убрзо након што је филм почео да се приказује у поноћ у театру Вејверли у Њујорку, а затим се проширио на друге округе Њујорка и Униондејл на Лонг Ајленду. Роки Хорор није пронађен само у већим градовима већ и широм Сједињених Америчких Држава, гдје би многи учесници ушли бесплатно ако би стигли у костимима. Дистрибуција филма на западној обали обухватала је U.A. Cinemas у Фрезно и Мерседу, Cinema J. у Сакраменту, UC Theatre у Берклију и the Covell у Модесту. У Њу Орлеансу, рано организована извођачка група била је активна са издавањем тамо, као и у градовима као што су Питсбург и Чикаго (у Биограф театру). Убрзо, скоро сваку пројекцију филма пратила је глумачка екипа уживо.
Роки хорор шоу се сматра најдужим издањем у историји филма. Имао је користи од политике 20th Century Fox која је архивске филмове чинила доступним биоскопима у било ком тренутку. Пошто га 20th Century Fox никада није повукао из свог оригиналног издања из 1975. године, наставља да се приказује у биоскопима. Након што је The Walt Disney Company купила 20th Century Fox 2019. године и почела да повлачи архивске Фокс филмове из биоскопа како би били смјештени у Дизнијев трезор, компанија је направила изузетак у случају Роки хорор шоа како би омогућила наставак традиционалних поноћних пројекција.

### Кућни медији
Супер 8 верзија одабраних сцена филма је постала доступна. Године 1983. Ode Records издаје The Rocky Horror Picture Show, Audience Par-Tic-I-Pation Album, снимљен у 8th Street Playhouse. Снимак се састојао од звука филма и стандардизованих повратних позива публике.
Издање кућног видео записа постало је доступно 1987. године у Великој Британији. У Сједињеним Америчким Државама, филм (укључујући документарне снимке и додатке) је објављен на VHSу 8. новембра 1990. године по цијени од 89,95 долара.
Филм је објављен на ДВД-у 2000. године за 25. годишњицу филма. Блу-реј издање поводом 35. годишњице објавила је компанија 20th Century Home Entertainment у Сједињеним Америчким Државама 19. октобра 2010. године. Диск укључује новостворени 7.1 микс звука, оригинални биоскопски моно звучни микс и 4К/2К пренос слике са оригинални негатив фотоапарата. Поред тога, уврштен је нови садржај који садржи караоке и наступ публике. Блу-реј издање поводом 45. годишњице издао је у септембру 2020. године Walt Disney Studios Home Entertainment под етикетом 20th Century Home Entertainment.
У октобру 2021. године филм је додат у Disney+ на Star hub за кориснике на локацијама као што су Велика Британија, Ирска и Канада.

## Критички пријем
Критичар Chicago Sun-Times Роџер Иберт приметио је да је Роки хорор шоу, када је први пут објављен, „прилично сви игнорисали, укључујући и будуће фанатике који би на крају пребројали стотине пута да су је видели“. Сматрао је то више „дуготрајним друштвеним феноменом“ него филмом, оценивши га са 2,5 од 4 звјездице и описао Карија као „најбољу ствар на филму, можда зато што се чини да се он највише забавља“, али је размишљао о причи би боље функционисао на сцени за живу публику. Бил Хенкин је приметио да Варајети сматра да су „слијепе ствари“ у филму дјеловале тешко, а такође је поменуо да је Џон Васерман из San Francisco Chronicle, коме се допала позоришна представа у Лондону, нашао да филму „недостаје шарм и драматичан утицај“. Newsweek је 1978. године назвао филм „неукусним, без заплета и бесмисленим“.
Веб локација за прикупљање рецензија Rotten Tomatoes даје филму оцјену од 80% на основу 49 рецензија и просечну оцену 6,9/10, уз консензус критичара који гласи „Роки хорор шоу доводи своје необичне ликове у тјесну везу, али то је наративни потисак то заиста излуђује публику и тјера их да поново праве временску искривљеност“. Бројни савремени критичари га сматрају убједљивим и пријатним због својих необичних и бизарних квалитета; Би-Би-Си је резимирао: „за оне који су вољни да експериментишу са нечим мало другачијим, мало надмоћнијим, Роки хорор шоу има много тога да понуди.” The New York Times назвао је филм „нискобуџетни шоу чудака/култни класик/културна установа“ са „заразним“ пјесмама. Џеф Ендрју, из Time Out (magazine), приметио је да му „низ љупких пјесама даје замах, Грејов задивљујуће прави наратор га држи на окупу, а трчање у црном доњем вешу брине о скоро свему осталом”, оцјенивши га са 4 од 5 звјездица. С друге стране, Дејв Кер из Chicago Reader сматрао је да је духовитост „преслаба да би издржала филм“ и мислио је да „све пјесме звуче исто“.

## Култ сљедбеника

### Настанак фан базе
Роки хорор шоу је помогао у обликовању услова транзиције култног филма од артхауса у стил експлоатационог филма. Филм је 1976. године у Вејверли театру у Њујорку развио култ који се развио у стандардизовани ритуал. Према Ј. Хоберману, аутору Поноћних филмова, након пет мјесеци поноћног приказивања филма, публика је почела да узвикује реплике. Louis Farese Jr., иначе тихи учитељ, када је видео како лик Џенет ставља новине преко главе да би се заштитила од кише, повикао је: „Купи кишобран, ти јефтина кучко.“ Првобитно, Луис и други пионири Роки хорора, укључујући Ејми Лазарус, Терезу Кракаускас и Била О'Брајана, радили су ово да би забавили једни друге, сваке недјеље покушавајући да смисле нешто ново да забаве једни друге. Ово се брзо ухватило за друге посјетиоце позоришта и тако је започео овај самопроглашени „контра поинт дијалог“, који је постао стандардна пракса и понављан скоро дословно на свакој пројекцији. Групе за извођење су постале главна тема на пројекцијама Роки Хорора дијелом захваљујући истакнутој глумачкој екипи Њујорка. Глумачку екипу Њујорка су првобитно водили бивши учитељ и стендап стрип Сал Пиро и његова пријатељица Дори Хартли, од којих је ова друга глумила др Френка Н. Фуртера и била је један од неколико извођача, укључујући Вила Колера као Бреда Мејџорса, Нору Позира као Џенет, а Лилијас Пиро као Магента, у флексибилној ротирајућој глумачкој групи. Наступи публике су били сценаристи и активно су обесхрабривали импровизацију, конформистички на сличан начин као и потиснути ликови.
На Ноћ вештица 1976. године, људи су присуствовали у костимима и разговарали са екраном, а до средине 1978. године. Роки Хорор је играо на преко 50 локација петком и суботом у поноћ. Билтене су објављивале локалне извођачке групе, а фанови су се окупљали на конвенцијама Роки Хорора. До краја 1979. године било је пројекција два пута недјељно у преко 230 позоришта. Национални фан клуб основан је 1977. године, а касније се спојио са Међународним фан клубом. Навијачка публикација The Transylvanian штампала је низ бројева, а излазио је и полуобичан часопис за постер као и званични часопис.
Групе за извођење у области Лос Анђелеса настале су у Фокс театру 1977. године, гдје је Мајкл Волфсон победио на такмичењу двојника као Френк Н. Фуртер, и побједио на другом у Тифани театру на Sunset Boulevard. Волфсонова група је на крају наступила у свим позориштима у области Лос Анђелеса приказујући Роки Хорор, укључујући Balboa Theater у Балбои, The Cove на Хермоса Бич (Калифорнија) и The Sands у Глендејлу. Позван је да наступи у Sombrero Playhouse у Финикс. У the Tiffany Theatre, публика је имала пуну сарадњу са позориштем; локални извођачи су ушли рано и бесплатно. Обожавалац који је глумио Френка за ово позориште био је трансродни извођач, Д. Гарет Гафорд, који је био без посла 1978. године и покушавао да прикупи средства за промену пола док је викенде проводио наступајући у the Tiffany Theatre. Тренутно, акциона изведба филма Роки хорор шоу доступна је за присуство на различитим локацијама у Лос Анђелесу, обично суботом увече у поноћ.
До 1978. године, Роки хорор шоу се преселио са раније локације у Сан Франциску у позориште Странд које се налази у близини Тендерлоина у улици Маркет. Тамошња извођачка група, Double Feature/Celluloid Jam, прва је одглумила и извела скоро цијели филм, за разлику од тадашње њујоршке екипе. Глумачка екипа Странда састављена је од бивших чланова ране групе на Берклију, распуштених због мање него ентузијастичног менаџмента. Френка Н. Фуртера је тумачила Марни Скофидио, која је 1979. привукла многе старије извођаче са Берклија. Међу осталим члановима били су Мишел Ериксон као Колумбија, њена сестра близнакиња Дениз Ериксон као Магента, Кети Долан као Џенет и Линда „Лу“ Вудс као Риф Раф. Група Странд је наступила на двије велике конвенције научне фантастике у Лос Анђелесу и Сан Франциску, понуђено им је место у Mabuhay Gardens, локалном панк клубу, и наступила је за дјечију телевизију Аргентине.

### Насљеђе
Годишње конвенције Роки Хорора одржавају се на различитим локацијама и трају данима. Тусон, Аризона је био домаћин више пута, укључујући 1999. године са "El Fishnet Fiesta" и "Queens of the Desert" одржане 2006. године. Вера Дика је написала да је за фанове Роцки Хоррор ритуалан и упоредив са религиозним догађајем, са компулзивним, поновљеним циклусом одласка кући и враћања да погледају филм сваког викенда. Повратни позиви публике су слични одговорима у цркви током мисе. Многе позоришне трупе постоје широм Сједињених Америчких Држава које производе представе у сјенци гдје глумци играју сваку улогу у филму у пуном костиму, са реквизитима, док се филм игра на великом платну у биоскопу. O'Brien's Orchestra, раније познат као the Queerios (са сједиштем у Остину, Тексас) је најдужа представа у сјенци у Тексасу.
Филм има глобалне фанове и остаје популаран. Субкултуре као што је Роки Хорор такође су нашле мјесто на интернету. Скрипте за учешће публике за многе градове доступне су за преузимање са интернета. Интернет има бројне веб-сајтове које управљају базама фанова Роки Хорора са разним квизовима и информацијама, специјализованих за различите садржаје, омогућавајући фановима да учествују на јединственом нивоу.

### ЛГБТ+ утицај
Чланови ЛГБТ заједнице чинили су велики дио култа Роки хорора: идентификовали су се са загрљајем сексуалног ослобођења и андрогиније, и присуствовали емисији за представом, полако формирајући заједницу. Judith A. Peraino упоређује Бредову и Џенетину иницијацију у свет Френка Н. Фуртера са самооткривањем „квир идентитета“ и са традиционалном иницијацијом „дјевица“ у пројекцијама у сенци. Џун Томас описује поноћне пројекције у Њуарк (Делавер) као „веома чудну сцену“, која је повећала видљивост ЛГБТ заједнице: „Људи који су сваке суботе увече стајали у реду испред државе у мрежама и шминки, несумњиво су проширили сферу могућности за родно изражавање на главној улици.“
Роки Хорор шоу остаје културни феномен и у Сједињеним Америчким Државама и у Великој Британији. Учесници култног филма су често људи на рубу друштва који на пројекцијама проналазе везу и заједницу, иако филм привлачи љубитеље различитих позадина широм свијета.
„Bisexuality, The Rocky Horror Picture Show, and Me“, Elizabeth Reba Weise, дио је публикације Bi Any Other Name: Bisexual People Speak Out (1991), антологије коју су уредиле Лорејн Хачинс и Lani Kaʻahumanu о историји модерног покрета за права бисексуалаца који је једна од првих публикација бисексуалне литературе.

### Културални утицај
Роки хорор шоу је представљен у бројним другим играним филмовима и телевизијским серијама током година. Епизоде Симпсонова, The Venture Bros., Tuca & Bertie, The Boondocks (TV series), Гли, The Drew Carey Show, Веселе седамдесете, Deutschland 86 и Амерички тата. Роки Хорор у центру пажње, као и филмови као што су Vice Squad (1982 film) (1982), Ноћ вештица 2 (2009) и Чарлијев свет (2012). У филму Слава из 1980. године публика је рецитовала своје реплике за повратни позив на екрану и плесала Time Warp, плес са позоришне представе и филма, који је постао новитет на забавама. Режисер Роб Зомби је навео Роки хорор шоу као велики утицај на његов филм Кућа хиљаду лешева (2003), док је култура обожаватеља филма иCosplay и учешће публике током пројекција поставили темеље за сличан утицајни култ који прати филм Соба Томија Вајзоа (2003). Роки хорор шоу је такође инспирисао зомби мјузикл Џона Мекфејла Ана и апокалипса (2018).

## Наставак филма
О'Брајен је 1979. године направио наставак под називом Rocky Horror Shows His Heels. Овај сценарио је укључивао повратак свих ликова из оригиналног филма, а О'Брајен је желио да поново уједини оригинални продукцијски тим. Али Шарман није желио да тако директно ревидира првобитни концепт, нити је Тим Кари желио да понови своју улогу.
Уместо тога, Шарман се поново удружио са О'Брајаном да би снимио Шок третман 1981. године, самостални филм са мало континуитета у односу на оригинални филм. Првобитно замишљен и написан 1980. године као Шоу Бреда и Џенет, филм је преиначио неколико пјесама из ранијег пројекта Rocky Horror Shows His Heels са лирским прилагодбама и осликавајући континуиране авантуре ликова у граду Дентону. Продукција је била приморана да се прилагоди усред штрајка Удружења филмских глумаца; на крају је цио филм снимљен на једној звучној сцени. Шок третман је био лоше прихваћен од стране критике и публике након објављивања (углавном због одсуства Карија, Сарандонове и Боствика), али је током времена изградио своју нишу за сљедбеницима.
О'Брајен је поново размотрио идеју директног наставка RHPS sequel 1991. године, пишући Revenge of the Old Queen. Продуцент Мајкл Вајт се надао да ће започети рад на продукцији и описао је сценарио као „у истом стилу као и други. У њему се налазе одрази прошлости.“ Освета старе краљице је започела препродукцију; међутим, након што је шеф студија Joe Roth избачен из Фокса 1993. године, пројекат је одложен на неодређено вријеме. Иако је сценарио остао необјављен, лажне копије су процуриле на интернету, а пјесма са оригиналне демо траке кружи међу фановима. Сценарио остаје власништво Фокса, продуцента претходна два филма, и мало је вјероватно да ће бити оживљен.
Године 2005., филм је изабран за чување у Националном филмском регистру Сједињених Америчких Држава од стране Конгресне библиотеке као „културолошки, историјски или естетски значајан“.

## Римејк
„The Rocky Horror Glee Show“ емитован је 26. октобра 2010. године, као дио друге сезоне телевизијске серије Гли реконструисао је неколико сцена из филма, укључујући уводне шпице. У камео улогама су били Бари Боствик и Мит Лоуф. мини-албум са седам пјесама из филма објављен је 19. октобра 2010. године.
Дана 10. априла 2015. године, Fox Broadcasting Company је најавила да ће емитовати модерни римејк филма под називом The Rocky Horror Picture Show: Let's Do the Time Warp Again. Фокс је 22. октобра 2015. објавио да ће улогу др Френка Н. Фуртера играти трансродна глумица Лаверн Кокс. Рајан Макартан је играо Бреда, заједно са Викторијом Џастис као Џенет, са Ривом Карнијем као Риф Раф и пјевачицом/манекенком Стаз Наир као Роки. Адам Ламберт тумачи Едија. Тим Кари, који је тумачио др Френка Н. Фуртера у оригиналном филму, тумачи криминолога. Дана 1. фебруара 2016. године, мрежа је објавила да ће ветеранка Бродвеја Annaleigh Ashford глумити Колумбију. Ben Vereen се 5. фебруара 2016. године придружио глумачкој екипи као др Еверет фон Скот.
Кени Ортега, најпознатији по франшизи Средњошколски мјузикл и документарном филму Michael Jackson's This Is It (2009. године) режирао је, кореографирао и извршно продуцирао римејк; Лу Адлер, који је био извршни продуцент оригиналног филма, има исту улогу у новом филму, који је премијерно приказан на Фокс-у 20. октобра 2016. године.